# Ljubostinja (rivière)
Pour l’article homonyme, voir Monastère de Ljubostinja.
La Ljubostinja (en serbe cyrillique : Љубостиња) est une rivière de Serbie. Elle fait partie du bassin versant de la mer Noire.
La Ljubostinja coule sur le territoire de la Ville de Valjevo.